# 旋律 (巴西歌手)
旋律（葡萄牙語：Gabriella Abreu Severino，2006年1月4日—），是巴西歌手和詞曲作者。 因表演多位名人的假聲而聞名。

## 早年生活
旋律於2006年1月4日出生在聖保羅，是蒂亞戈和戴安娜的女兒，還有一個也唱歌的姐姐，名叫貝拉天使。
2022 年，Melody 憑藉歌曲《Pipoco》成為拉丁美洲最年輕的進入全球 Spotify 前 200 名的藝人。